# Victor Plata
Victor Andres Plata (Minneapolis, 10 de abril de 1973) é um triatleta profissional estadunidense, campeão pan-americano

Victor Plata representou seu país nas Olimpíadas de 2004 ficando em 27º.

## Ligações Externas
- Sitio Oficial